# 真彩文具
真彩文具，全名是真彩文具股份有限公司（英語：Truecolor）是中国的一家文具生产制造公司。主要产品包括书写工具，学生文具，办公文具和早教用品。

## 历史
1991年创建于广东汕尾，最初有真彩和乐美两大品牌，2010年合并品牌统一为真彩文具。2012年股份制改革并将总部搬迁到江苏省昆山市千灯镇。同年与竞争对手晨光文具几乎同时提交IPO申请，晨光文具于2015年成功上市，而真彩文具在2016年8月3日终止IPO审核。
主要竞争对手有晨光文具，齐心集团，得力集团，广博集团。